# Orthotrichia thistletoni
Orthotrichia thistletoni är en nattsländeart som beskrevs av Wells 1991. Orthotrichia thistletoni ingår i släktet Orthotrichia och familjen smånattsländor. Inga underarter finns listade i Catalogue of Life.